# Facing Heaven

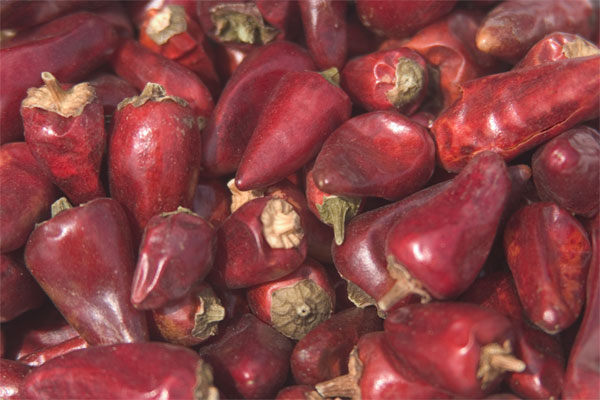

Facing heaven è una cultivar di peperoncino della specie Capsicum annuum originaria della Cina.
È coltivato prevalentemente nella  provincia cinese di Sichuan.